# Почему Бодхидхарма ушёл на Восток?
Почему Бодхидхарма ушёл на Восток? (Dharmaga tongjoguro kan kkadalgun) — малобюджетный южнокорейский фильм 1989 года. Пэ Ёнгюн (배용균 / 裵鏞均, род. 1951), имевший профессию художника-живописца, создал его за 7 лет при помощи единственной кинокамеры и собственного монтажа. Этот фильм первый из двух фильмов автора (вторая лента, «Люди в белом», вышла в 1995 году).
Фильм стал призёром кинофестиваля в Локарно 1989 года и в тот же год демонстрировался на Каннском фестивале.

## Содержание
В сборнике XIII века Мумонкан (англ.), содержащем 48 коанов, под номером 37 фигурирует вопрос «Почему Патриарх (Бодхидхарма) пришёл с Запада?».
Фильм касается темы этического конфликта между светской и монашеской жизнью, поднимает буддийскую и экзистенциальную проблематику.